# Scaphander fragilis
Scaphander fragilis is een slakkensoort uit de familie van de Scaphandridae. De wetenschappelijke naam van de soort is voor het eerst geldig gepubliceerd in 1952 door Habe.